# Regalecus russelii
El pez remo de Russell (Regalecus russelii) es una especie de pez remo de la familia Regalecidae. Es un pez marino de amplia distribución, que se encuentra en aguas de la zona batipelágica. R. russelii es un pez sin escamas, alargado y con forma de cinta, que crece hasta 8 metros de largo.

## Taxonomía
Regalecus russelii es un miembro del género de peces Regalecus y la familia de peces remo Regalecidae. El género actualmente incluye solo otra especie de pez remo, Regalecus glesne. R. russelii es parte del orden Lampriformes, que representa a los peces de ojos tubulares y listones, y es parte de la clase más grande de peces con aletas radiadas llamada Actinopterygii.